# Copa FMF de 2023
A Copa FMF de 2023 foi a 18ª edição deste torneio futebolístico organizado pela Federação Mato-Grossense de Futebol desde 2004. A competição iniciará em setembro.
O formato da competição é o mesmo da edição anterior, onde as equipes se enfrentam em um turno único, avançando os quatro melhores, onde é disputado um quadrangular final. O campeão pode escolher entre uma vaga na Série D ou Copa do Brasil, com o vice-campeão ficando com a vaga remanescente.

## Equipes participantes
O Luverdense anunciou sua desistência por problemas financeiros para montar uma equipe para o campeonato. O Primavera e União Rondonópolis também não participam, este último por ter sido vice-campeão estadual, conquistando ambas vagas nas competições nacionais.
| Equipe(s)   | Cidade          | Campanha em 2022 | Títulos            |
| AA Araguaia | Barra do Garças | Não disputou     | 0 (não possui)     |
| Cuiabá      | Cuiabá          | 6º lugar         | 2 (último em 2016) |
| Dom Bosco   | Cuiabá          | Não disputou     | 1 (2015)           |
| Mixto       | Cuiabá          | 4º lugar         | 2 (último em 2018) |
| Nova Mutum  | Nova Mutum      | 1° lugar         | 1 (2022)           |
| Operário VG | Várzea Grande   | 2º lugar         | 0 (não possui)     |

## Primeira fase
| Pos | Equipe      | Pts | J | V | E | D | GP | GC | SG | Classificado |  | CUI | OVG | MXT | NVM | AAA | DBO |
| --- | ----------- | --- | - | - | - | - | -- | -- | -- | ------------ |  | --- | --- | --- | --- | --- | --- |
| 1   | Cuiabá      | 11  | 5 | 3 | 2 | 0 | 9  | 5  | +4 | Próxima fase |  | —   | 3–1 | 2–2 |     |     | 1–0 |
| 2   | Operário VG | 10  | 5 | 3 | 1 | 1 | 10 | 7  | +3 | Próxima fase |  |     | —   |     | 3–1 | 1–1 |     |
| 3   | Mixto       | 8   | 5 | 2 | 2 | 1 | 8  | 5  | +3 | Próxima fase |  |     | 1–3 | —   | 0–0 |     |     |
| 4   | Nova Mutum  | 7   | 5 | 2 | 1 | 2 | 6  | 5  | +1 | Próxima fase |  | 1–2 |     |     | —   | 1–0 | 3–0 |
| 5   | AA Araguaia | 5   | 5 | 1 | 2 | 2 | 3  | 6  | −3 |              |  | 1–1 |     | 0–3 |     | —   |     |
| 6   | Dom Bosco   | 0   | 5 | 0 | 0 | 5 | 1  | 9  | −8 |              |  | 1–2 | 0–2 |     | 0–1 | —   |     |

## Quadrangular final
| Pos | Equipe      | Pts | J | V | E | D | GP | GC | SG | Classificado |  | MXT | CUI | OVG | NVM |
| --- | ----------- | --- | - | - | - | - | -- | -- | -- | ------------ |  | --- | --- | --- | --- |
| 1   | Mixto       | 7   | 3 | 2 | 1 | 0 | 9  | 3  | +6 | Campeão      |  | —   |     |     | 5–0 |
| 2   | Cuiabá      | 4   | 3 | 1 | 1 | 1 | 4  | 6  | −2 | Vice-campeão |  | 3–3 | —   | 1–0 |     |
| 3   | Operário VG | 3   | 3 | 1 | 0 | 2 | 1  | 2  | −1 |              |  | 0–1 |     | —   | 1–0 |
| 4   | Nova Mutum  | 3   | 3 | 1 | 0 | 2 | 3  | 6  | −3 |              |  | 3–0 |     | —   |     |

## Premiação
| Copa FMF de 2023           |
| Cuiabá                     |
| -------------------------- |
| Mixto Campeão (3.º título) |